# Strobelia rubiginosa
Strobelia rubiginosa är en tvåvingeart som beskrevs av Camillo Rondani 1868. Strobelia rubiginosa ingår i släktet Strobelia och familjen borrflugor. Inga underarter finns listade i Catalogue of Life.